# Peter Murbeck
 (avril 2025).
 (mai 2025).
Peter Murbeck, né le 25 avril 1708 à Karlskrona, mort le 8 décembre 1766, est un prêtre suédois, piétiste et célèbre prédicateur public.

## Biographie
Murbeck devient étudiant à l'Université de Lund en 1723, est ordonné prêtre en 1731 et sert ensuite dans les paroisses allemandes et suédoises de Malmö ainsi qu'à Helsingborg et Hässlunda. Partout où il se trouve, il fait preuve d'un zèle et d'un enthousiasme ardents, en particulier pour l'éducation des enfants, mais il réprimande aussi sans pitié les péchés communs. De nombreux deviennent ses amis, et d'autres deviennent ses ennemis acharnés, ce qui entraîne une grande propagation de sa réputation, qu'elle soit bonne ou mauvaise. En 1737, un long procès commence contre lui devant le tribunal de la mairie de Malmö pour avoir violé la plaque du conventicule, bien qu'il n'ait pas été sanctionné.
En 1740, le chapitre de la cathédrale de Lund rapporte que Murbeck exprimait plusieurs opinions piétistes, qui étaient semblables à celles du vicaire de Frillestad, Carl von Bergen, avec lequel Murbeck s'associe fréquemment pendant son service à Hässlunda. En réponse, Murbeck remet sa célèbre confession de foi au chapitre de la cathédrale, et est donc convoqué devant l'autorité mentionnée précédemment. À la suite d'un interrogatoire infructueux le 21 avril 1741, il est suspendu de son poste clérical jusqu'à nouvel ordre.
Les justifications avancées indiquent qu'il a enterré deux personnes sans jeter de terre dessus, et qu'il a utilisé du pain grossier ordinaire au lieu d'hosties lors des services paroissiaux. Selon la déclaration du chapitre de la cathédrale, il n'a pas été aussi convaincant dans les passages sur le sacerdoce. Cependant, il a maintes fois utilisé des déclarations « sombres et difficiles », ce qui indique clairement qu'il a besoin d'instructions « in dogmaticis ».
En outre, il est traduit devant le tribunal de district et condamné à une amende de 200 pièces d'argent pour avoir organisé des rassemblements illégaux, mais la cour d'appel annule cette décision. La suspension n'est levée par la Cour royale qu'en 1746, après que les Justitierevisionen aient prouvé que le chapitre de la cour a traité Murbeck de manière « équitable ». Étant donné que certaines des erreurs qui lui ont été attribuées étaient sans fondement, et que les autres n'étaient ni intentionnelles ni malveillantes.
La même année, Murbeck devient prédicateur suédois à la congrégation finlandaise de Stockholm et, en 1747, prêtre assistant d'Erik Tolstadius, une connaissance de la congrégation de Jakob. De cette époque est née son œuvre, L'institution Mubeck pour les pauvres filles, maintenant connue sous le nom de la Fondation Murbeck. En 1750, Murbeck est nommé ministre dans la paroisse d'Hedvig Eleonora et à partir de 1757, il est en conflit féroce avec Anders Carl Rutström, qui est alors nommé vicaire de la même paroisse et est un partisan de Frères moraves.
Le curé de Fridlevstad et Rödeby à Blekinge est pris en charge par Murbeck en 1761. Après sa mort en 1766, sa soumission susmentionnée au consistoire de Lund, appelée Confession de foi de Peter Murbeck (imprimée en 1770), est publiée en plusieurs éditions, ainsi que des recueils de sermons de Murbeck (imprimés en 1768) et des parties de l'œuvre catéchétique de Peter Murbeck (partie 1, Explication de la sainte loi de Dieu, la plus récente en 1871).
Peter Murbeck est le fils du forgeron Jöns Murbeck et de Maria, née Sporselia. Murbeck a pour frère Lorenz Muhrbeck (1700–1769), surintendant de l'Amirauté à Karlskrona à partir de 1743, et pour fils Karl Fredrik Muhrbeck (1737–1795), nommé à sa mort évêque du diocèse de Visby, dont la bibliothèque, comptant 3 000 volumes, est donnée par deux héritiers au gymnase de Västerås, où l'un d'eux, le doyen Johan Gottmarck, est professeur.